# Jalen Hood-Schifino
Pour les articles homonymes, voir Hood.
Jalen Hood-Schifino, né le  19 juin 2003 à Pittsburgh en Pennsylvanie, est un joueur américain de basket-ball évoluant au poste d'arrière voire de meneur et mesurant 1,94 m.

## Biographie

### Carrière universitaire
Entre 2022 et 2023, il joue pour les Hoosiers de l'Indiana à l'université de l'Indiana à Bloomington.

### Carrière professionnelle

#### Lakers de Los Angeles (2023-février 2025)
Lors de la draft 2023 de la NBA, Hood-Schifino est sélectionné en 17e position par les Lakers de Los Angeles.
Début février 2025, Hood-Schifino est envoyé au Jazz de l'Utah, pendant que Luka Dončić, Markieff Morris et Maximilian Kleber partent aux Mavericks de Dallas et qu'Anthony Davis ainsi que Max Christie font le chemin inverse. Il est coupé dans la foulée.

#### 76ers de Philadelphie (mars-juillet 2025)
En mars 2025, il s'engage avec les 76ers de Philadelphie via un contrat two-way.

## Palmarès

### Lycée
- Jordan Brand Classic en 2022
- 2× GEICO High School National champion en 2021 et 2022

### Universitaire
- Big Ten Freshman de l'année en 2023
- Big Ten All-Freshman Team en 2023
- Second-team All-Big Ten en 2023

### Professionnel
- Vainqueur du NBA In-Season Tournament 2023.

## Statistiques

### Universitaires
| Saison    | Équipe   | Matchs | Titul. | Min./m | % Tir | % 3pts | % LF | Rbds/m. | Pass/m. | Int/m. | Ctr/m. | Pts/m. |
| --------- | -------- | ------ | ------ | ------ | ----- | ------ | ---- | ------- | ------- | ------ | ------ | ------ |
| 2022-2023 | Indiana  | 32     | 32     | 33,1   | 41,7  | 33,3   | 77,6 | 4,12    | 3,66    | 0,81   | 0,25   | 13,50  |
| Carrière  | Carrière | 32     | 32     | 33,1   | 41,7  | 33,3   | 77,6 | 4,12    | 3,66    | 0,81   | 0,25   | 13,50  |